# 高田初美
高田 初美（たかだ はつみ、1985年11月19日 - ）は、日本の女性声優。広島県出身。パワー・ライズ（合併前はトリトリオフィス）所属。

## 人物
- 好きなものとして、サッカー、猫、旅行、京都、神社仏閣、ドラゴンクエストX 目覚めし五つの種族 オンラインをあげている。

## 出演
太字はメインキャラクター

### テレビアニメ
2006年
- ふしぎ星の☆ふたご姫 Gyu!（女の子、テニス部員）

2008年
- 今日の5の2（男子児童C、女子児童、放送の声、男子児童B、リポーター、2年女子）
- 純情ロマンチカ（子供） - 2シリーズ
- S・A〜スペシャル・エー〜（2組女子C）
- のらみみ（ナナコのクラスメイト） - 2シリーズ

2009年
- まりあ†ほりっく（2009年 - 2011年、筒井穂佳） - 2シリーズ
- リストランテ・パラディーゾ（若い女性）

2010年
- 真・恋姫†無双 〜乙女大乱〜（トラ）
- ひだまりスケッチ×☆☆☆（折部 妹）

2011年
- バカとテストと召喚獣にっ!（クラスメイトC）

2014年
- 失われた未来を求めて（佐々木佳織）

2017年
- Dies irae（2017年 - 2018年、ヘルガ・エーレンブルグ、少女A、子供） - 2シリーズ

### 劇場アニメ
- 劇場版ハートの国のアリス 〜Wonderful Wonder World〜（2011年）

### OVA
- AIKa ZERO（2009年、七海）
- OAD 今日の5の2 放課後（2009年、男子児童B、男子児童）
- 真・恋姫†無双 †はにゃDVD第七巻はOVAすぺしゃるなのだ†（2010年、トラ）
- パチュリーが爆発する（2011年、フランドール・スカーレット）

### ゲーム
2007年
- 燃えろ!熱血リズム魂 押忍!闘え!応援団2（河合ほのか）

2008年
- Sugar+Spice! 〜あのこのステキな何もかも〜（春瀬歌）

2009年
- タイムリープ（さくら）

2010年
- 花と乙女に祝福を〜春風の贈り物〜（鹿島志鶴）

2011年
- たんていぶ（ソドム）
- 花と乙女に祝福を -春風の贈り物- portable（鹿島志鶴）
- みらくる☆パーティー -不思議の幻想郷2-（射命丸文、鈴仙・優曇華院・イナバ）

2012年
- UNDER NIGHT IN-BIRTH（ヒルダ）
- 真剣で私に恋しなさい!!R（矢場弓子）
- みらくる超パーティー -早苗と天子の幻想迷宮-（レミリア・スカーレット、鈴仙・優曇華院・イナバ、射命丸文）

2013年
- アルファディア ジェネシス（???）
- アルフヘイムの魔物使い（ジヴリール、クーフーリン）
- X・A・O・C 〜ザオック〜（漠奔族・少女）
- 神咒神威神楽 曙之光（凶月咲耶）

2014年
- UNDER NIGHT IN-BIRTH Exe:Late（ヒルダ）
- ウチの姫さまがいちばんカワイイ（サーシャ・シルビア）
- ガンガン!! バトルRUSH!（ナビコ）
- テイマーズダンジョン（主人公）
- ヒーローズプレイスメント（啼兎キィ）
- 不思議の幻想郷3（鈴仙・優曇華院・イナバ）

2015年
- アスディバインメナス（リタニア）
- UNDER NIGHT IN-BIRTH Exe:Late[st]（ヒルダ）
- グロリアスセイバー（セイカ）
- ザ・バレットリポーター（射命丸文）
- ChuSingura46+1 -忠臣蔵46+1- V（大石内蔵助）
- 不思議の幻想郷 -THE TOWER OF DESIRE-（鈴仙・優曇華院・イナバ、射命丸文）
- STELLA GLOW (メディア)
- ビーナスイレブンびびっど！ (寿々花むつみ)

2016年
- シルヴァリオ ヴェンデッタ -Verse of Orpheus-（イヴ・アガペー）
- ダブルフォーカス〜文と椛の弾丸取材紀行〜（射命丸文）
- Dies irae 〜Interview with Kaziklu Bey〜（ヘルガ・エーレンブルグ）
- PriministAr -プライミニスター-（継花三澄）
- 星織ユメミライ Converted Edition（雪村透子）

### ドラマCD
- 今日の5の2 ドラマCD 第1・2巻（2008年、男子生徒）
- クインテット!（2008年、遠野操）
- Drama CD 薔薇嬢のキス〜rose1〜（2009年、女子生徒）
- SOUND DRAMA 絶対調律士NoA Vol.2（2010年、楢崎麻衣）
- Sound Drama Fate/EXTRA（2013年）
  - 第一章「月の聖杯戦争」
  - 第二章「強きもの弱きもの」
- 辻堂さんの純愛ロード ドラマCD「辻堂さんのドラマティックロード」（2014年、ラブ）
- ダブルフォーカス外伝 晴れ時々妖怪の山にて（2016年、射命丸文、鈴仙・優曇華院・イナバ）

### オンラインゲーム
- 桃色大戦ぱいろん（キースキルーリルーラーケ）
- りっく☆じあ〜す（土浦亜未）

### ラジオ
- アニメ魂 こえっち 〜ろーど・とぅ・LAP〜

## ディスコグラフィ

### キャラクターソング
| 発売日         | 商品名                                                  | 歌                                           | 楽曲                               | 備考                                                   |
| -------------- | ------------------------------------------------------- | -------------------------------------------- | ---------------------------------- | ------------------------------------------------------ |
| 2014年10月22日 | 明日また会えるよね                                      | 佐々木佳織（高田初美）                       | 「明日また会えるよね」             | テレビアニメ『失われた未来を求めて』エンディングテーマ |
| 2014年10月22日 | 明日また会えるよね                                      | 佐々木佳織（高田初美）、古川ゆい（友永朱音） | 「Le jour -Character Cover ver.-」 | テレビアニメ『失われた未来を求めて』関連曲             |
| 2015年5月27日  | 失われた未来を求めて Blu-ray 6 特典キャラクターソングCD | 佐々木佳織（高田初美）                       | 「君色 DISTANCE」                  | テレビアニメ『失われた未来を求めて』関連曲             |
| 2015年5月27日  | 失われた未来を求めて Blu-ray 6 特典キャラクターソングCD | 佐々木佳織（高田初美）、古川ゆい（友永朱音） | 「明日また会えるよね」             | テレビアニメ『失われた未来を求めて』エンディングテーマ |